# Павел (Пономарёв, Пётр Николаевич)
Архиепи́скоп Па́вел (в миру Пётр Никола́евич Пономарёв; 4 (15) октября 1745, Александрова слобода, Дмитровский уезд, Московская губерния — 19 (31) марта 1806, Ярославль) — епископ Русской православной церкви, архиепископ Ярославский и Ростовский. Переводчик, проповедник и церковный историк. Член Российской Академии.

## Биография
Родился 4 октября 1749 года в селе Александрова Слобода Дмитровского уезда Московской губернии в семье диакона.
10 января 1760 года поступил в Троицкую лаврскую духовную семинарию.
В 1768 году отправлен в Москву для изучения языков в университете и для слушания лекций по богословию в Московской Славяно-греко-латинской академии.
С разрешения митрополита Платона (Левшина), благоволившего к нему, слушал в Московском университете философию и элоквенцию (словесность, риторику). Он учился настолько хорошо, что немецкий информатор университета Сергей Иванов дал такой отзыв о нем: «Немецкого грамматического класса ученик Петр Пономарев обучался в бытность свою с такой прилежностью и старанием, что всякий из его сверстников тому завидовал ежечасно, почему и успехи оказал достойные всякой похвалы. Что же касается до его поступков, то оказал такие, которые благородному и честному человеку всегда приличными и достойными быть казались».
В 1772 году по окончании курса в академии и университете поставлен учителем французского и немецкого языков в Троицкой лаврской духовной академии.
В июне 1775 года, по совету митрополита Платона (Левшина), принял монашество и 28 августа того же года назначен наместником Троице-Сергиевой лавры.
Приняв монашество по настоянию митрополита Платона и сделавшись наместником лавры, архимандрит Павел стал заниматься преимущественно переводами с французского языка. Его перевод истории о Фивском полководце Эпаминонде пользовался большой известностью в конце XVIII века.
С 1779 года — преподаватель истории.
С 1782 года ректор Московской Славяно-греко-латинской академии и архимандрит Московского Заиконоспасского монастыря.
С 27 ноября 1783 года — архимандрит Московского Симонова монастыря.
С 13 октября 1785 года — настоятель Воскресенского Ново-Иерусалимского монастыря.
С 14 января 1786 года — настоятель Московского Новоспасского монастыря.
Пылкий и непреклонный его характер был причиной частых переводов его из монастыря в монастырь, побывав управляющим всеми московскими ставропигиальными монастырями.
С 1792 года — член Святейшего Синода.

### Архиерейство
12 февраля 1794 года хиротонисан во епископа Нижегородского и Алатырского.
Будучи епископом Нижегородским, по рассказам современников, оставил среди подвластного ему духовенства далеко не добрую память, как епископ злой и немилостивый.
Преосвященный Макарий (Миролюбов) говорил: «Усматривая беспорядки, Павел с твердой волей и строгостью начал искоренять их».
При нём невежество и пороки не оставались без должного наказания. По различию преступлений одни посылались под надзор и в работу в монастыри, другие долгое время находились под запрещением, а некоторые лишались и совсем священства и по приказу преосвященного отдавались в солдаты.
Такой строгий надзор епископ не ограничивал одними священноцерковнослужителями, но простирал его и на детей духовного звания, требуя, чтобы с 10 лет они поступали в духовную семинарию.

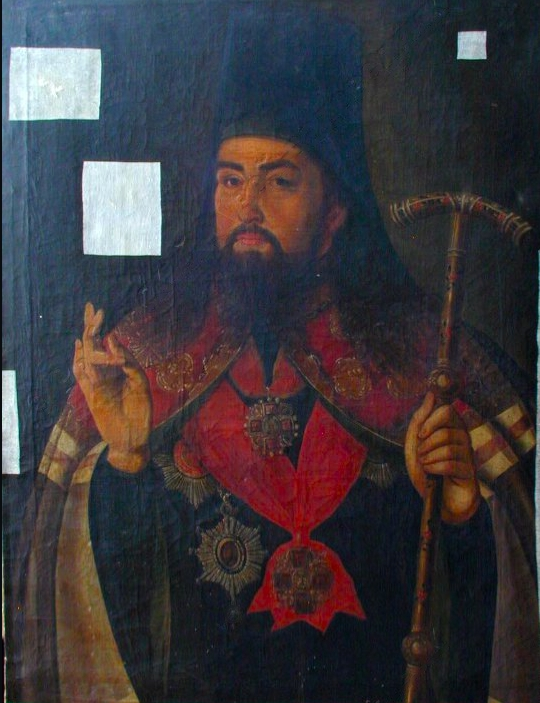
Портрет 1801-1806 гг.

Епископ Павел с первых же дней своего приезда обратил особое внимание на Нижегородскую духовную семинарию, и хотя строго взыскивал с начальства и учеников, но зато улучшил положение последних. Конечно, преосвященный Павел в своих решениях был отчасти прав. При пылком своём характере, знакомый с иностранной литературой, находившийся в частом общении с французскими эмигрантами, он не мог относиться равнодушно к невежеству и грубым поступкам своих подчинённых.
Решительно выступал против старообрядцев, которых тогда именовали раскольниками. Он воскрешал, по возможности, «питиримовские времена» (имеется в виду архиепископ Нижегородский и Алатырский Питирим), тем более что светские власти, ввиду выгоды преследования раскольников, всегда были к услугам Нижегородского преосвященного.
В бытность свою на Нижегородской кафедре преосвященный Павел сделался известен императору Павлу I, который во время поездки в Казань дважды был в Нижнем. Для встречи императора преосвященный приказал с необыкновенной быстротой если не исправить, то хотя бы замазать ветхости в кафедральном соборе, построенном в 1632 году и угрожавшем падением. Всем священникам были сшиты новые ризы, а певчим форменные платья.
21 мая 1797 года награждён орденом Святой Анны 1-й степени.
С 26 октября 1798 года — епископ Тверской и Кашинский.
15 мая 1799 года возведён в сан архиепископа.
С 26 декабря 1799 года — архиепископ Ярославский и Ростовский.
Как член Святейшего Синода, преосвященный Павел долго жил в Санкт-Петербурге. Первоприсутствующим тогда в Синоде был митрополит Амвросий (Подобедов). Сравнивая двух владык, Амвросия и Павла, обер-прокурор Святейшего Синода А. А. Яковлев в своих записках замечает, что митрополит Амвросий отличался мягкосердечием и откровенностью до болтливости, тогда как епископ Павел — мстителен, корыстолюбив, зол, скрытен, упрям, многосведущ. И в Нижнем, и в Ярославле о нем сохранились предания как о человеке суровом.
15 сентября 1801 года награждён орденом Святого Александра Невского.
7 октября 1803 года архиепископ Павел уволен из Святейшего Синода и отправлен на свою епархию. Удаление из Синода и неблаговоление государя так подействовали на самолюбивого архипастыря, что он, обладавший до этого цветущим здоровьем, заболел, и развившаяся в нем после удара болезнь истощила его силы и свела в могилу.
Скончался 19 марта 1806 года. Погребен в Успенском соборе в городе Ярославле.

## Сочинения
- Краткое историческое описание Свято-Троицкой Сергиевой Лавры с приложением знатных происшествий, случившихся в оной. Сочиненное оныя Лавры наместником иеромонахом Павлом. — СПб., 1782; М., 1790, 1796, 1801, 1809, 1815, 1818, 1824, 1829.
- Слово, говоренное 24 ноября 1793 года в Большой Придворной Церкви в день тезоименитства императрицы Екатерины Алексеевны. — СПб., 1793.
- Отрывки из проповедей // Макарий (Миролюбов), архимандрит. История нижегородской иерархии, содержащая в себе сказания о нижегородских иерархах с 1672 по 1850 год. — СПб., 1857. Примечания на 5-ю и 6-ю части Словаря Академии Наук.
- Серан де ла Тур. История о Епаминонде, Фивском полководце (перевод с французского). — М., 1774.